# Коуми
Коуми (яп. 小海町 Коуми-мати) — посёлок в Японии, находящийся в уезде Минамисаку префектуры Нагано. Площадь посёлка составляет 114,19 км², население — 4818 человек (1 августа 2014), плотность населения — 42,19 чел./км².

## Географическое положение
Посёлок расположен на острове Хонсю в префектуре Нагано региона Тюбу. С ним граничат город Тино, посёлок Сакухо и сёла Минамимаки, Минамиаики, Китааики.

## Население
Население посёлка составляет 4818 человек (1 августа 2014), а плотность — 42,19 чел./км². Изменение численности населения с 1980 по 2005 годы:
| 1980 | 7004 чел. |  |
| 1985 | 6831 чел. |  |
| 1990 | 6630 чел. |  |
| 1995 | 6434 чел. |  |
| 2000 | 5961 чел. |  |
| 2005 | 5663 чел. |  |

## Символика
Деревом посёлка считается лиственница, цветком — Enkianthus campanulatus.